# Cultura celular

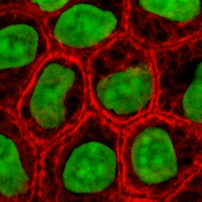
Células epiteliais em cultura. Em vermelho, queratina e em verde, DNA.

Cultura celular ou cultura de células é o processo pelo qual células são cultivadas sob condições controladas, geralmente fora de seu ambiente natural. Essas condições variam para cada tipo de célula, mas geralmente consistem em um recipiente adequado com um substrato ou meio que fornece os nutrientes essenciais, como aminoácidos, carboidratos, vitaminas,  minerais), fatores de crescimento, hormônios e gases (CO2 e O2) e regula o ambiente físico-químico (tampão de pH, pressão osmótica, temperatura). A maioria das células requer uma superfície ou um substrato artificial (cultura aderente ou monocamada), enquanto outras podem ser cultivadas flutuando livremente no meio de cultura. O tempo de vida da maioria das células é determinado geneticamente, mas algumas células em cultura de células foram “transformadas” em células imortais que se reproduzirão indefinidamente se as condições ideais forem fornecidas.
Na prática, o termo "cultura de células" agora se refere à cultura de células derivadas de células eucariotas multicelulares, especialmente células animais, em contraste com outros tipos de culturas como de células vegetais, fúngicas ou de microorganismos.
A cultura de células de animais tornou-se uma técnica laboratorial rotineira na década de 1950, mas o conceito de manter linhagens de células vivas separadas do seu tecido-fonte original foi descoberto no século XIX. Atualmente, a cultura celular apresenta grande importância na área médica, sendo muito aplicada em terapias e tratamentos de doenças. Um exemplo é a utilização de células-tronco.

## Tipos de Células

### Células aderentes e não aderentes
Na maioria das vezes as células que estão em cultura celular são similares aos seus tecidos de origem. As células de tecido epitelial têm maior interação entre elas, enquanto as células sanguíneas não há uma relação entre as mesmas.
Em um cultivo celular encontramos células aderentes que ficam presa ao fundo de um recipiente, enquanto outros ficam soltas ao meio, essas são chamadas de não aderentes. As células aderentes são provenientes de tecidos mais rígidos (por exemplo linhagem de células do rim) e para que elas se proliferem é preciso estar aderidas a um vidro de carga negativa, essa carga desenvolve a produção de proteínas de adesão e proteoglicanos para que elas se fixem na superfície. As células aderentes espalhadas por todo vidro recebem o nome de monocamada celular.
Existem também as células não aderentes que não precisam se fixar para se proliferar ou sobreviver, quem possui essa capacidade geralmente são as células sanguíneas ou de tecido tumoral.

### Células primárias, células estabelecidas e células transformadas
Uma cultura primária é determinada a partir do avanço de células descendentes de um pedaço de tecido obtido por separação mecânica ou enzimática essas células formarão a primeira camada de célula do tecido, chamadas células primárias.
Para ter uma renovação tecidual é preciso ter morte celular que é uma morte programada e não causa danos um processo chamado apoptose, a célula se fende e se "autodigere" formando botões apoptóticos que são infamados. As células com maior eficiência de multiplicar-se predomina na garrafa de cultivo e essas células são chamadas de linhagem celular continua é essencial para pesquisas, pois tem uma duração maior que a da célula primária.
A linhagem celular continua são reproduzidas sem perder suas características.
Quando as características genéticas das células são alteradas e perdem suas semelhanças morfológicas e genéticas ao tecido original são denominadas células transformadas, essa célula também podem se originar de tecidos já multados como os tumorais e elas são usadas no controle de qualidade é a única célula transformada usada em vacinas é a VERO. 

## Aplicações dos cultivos celulares

### Produção de imunológicos
Dentre todas as aplicações de Cultura celular, inicia-se com a invenção de proteínas utilizadas pelo sistema imunológico para identificar e neutralizar corpos estranhos. Esses anticorpos são usados juntamente com exames quê contém pequenas quantidades de material radioativo encaixado em um anticorpo que detecta infecção.
Muitas proteínas de anticorpos são produzidas partindo de uma cultura celular. Eritropoetina humana, fator VIII para hemofilia, entre outras, são feitas de células eucariontes cultivadas em Biorreatores porque precisam de maquinários celulares que realizem um trabalho complexo que não se encontra em células procariontes.
Outra área é importante que é utilizada a cultura celular é a produção de vacinas como a do sarampo, que é produzida a partir de culturas primárias de fibroblastos do embrião da galinha, ou da poliomielite que é produzida a partir de células do rim de macaco verde africano. Atualmente o desafio encontrado é conseguir produzir as vacinas em células transformadas sem prejudicar o indivíduo que irá usá-la. No Brasil ainda não se tem pesquisas realizadas nesta área, mas a célula Vero tem sido estudada por várias instituições.

### Terapia celular
A terapia celular tem como princípio a restauração da função de um órgão ou tecido lesionado, introduzindo células novas para substituir as células mortas ou danificadas, por doenças ou problemas genéticos, por exemplo. Conhecido na medicina há algum tempo, em sua forma mais simples, transfusão de células do sangue, e em transplantes de órgãos e tecidos, como os de medula óssea, de rim, de fígado, de coração e de pulmão. Mas para se ter uma cópia fiel destas células que precisam ser trocadas, é necessário saber sobre seu ambiente e seu funcionamento, para assim, reproduzir em meio de cultura (in vitro) um novo tecido.
Uma alternativa na terapia celular é o uso das células-tronco, tanto de origem embrionária quanto as de tecidos adultos, para tratamento de doenças degenerativas, pois esta célula tem uma alta capacidade de diferenciação e de proliferação, formando células diferenciadas e com determinadas funções.
Contudo, ainda nos dias de hoje, as fontes mais promissoras para terapia são as células-tronco de adultos obtidas de medula óssea ou de sangue periférico, além daquelas que poderiam ser obtidas do sangue de cordão umbilical, já que as de origem embrionária são de difícil manipulação para poderem ser amplificadas in vitro e dirigidas quando à sua diferenciação in vivo.